# Club Deportivo y Social Vida
O Club Deportivo y Social Vida é um clube de futebol hondurenho com sede em La Ceiba e fundado em 1940. A equipe compete no Campeonato Hondurenho de Futebol.

## Títulos
| NACIONAIS | NACIONAIS             | NACIONAIS | NACIONAIS         |
|           | Competição            | Títulos   | Temporadas        |
| --------- | --------------------- | --------- | ----------------- |
|           | Campeonato Hondurenho | 2         | 1981-82 e 1983-84 |